# Wolfskehlen
Wolfskehlen is een plaats in de Duitse gemeente Riedstadt, deelstaat Hessen, en telt 4320 inwoners (2001).